# Sebastian Lönnqvist
Sebastian Bertil Lönnqvist, född 26 juni 1969 i Helsingfors, är en finländsk arkitekt. 
Lönnqvist driver en småskalig men mångsidig arkitektverksamhet som delägare i arkitektbyrå Erat Ab, främst känd för sina ekologiskt inriktade byggnader. Han har företagit ett flertal studieresor bland annat som stipendiat i Alaska och Barcelona samt deltagit i Finska kulturfondens projekt för dokumentering av fenno-ugrisk träbyggnadstradition i Karelen 1996, 1997 och 1998. Han har planerat bland annat fastighetsrenoveringar, villor och småhusområden samt tjänstgjorde 2000–2002 som ämneslärare i arkitekturhistoria vid Tekniska högskolan i Helsingfors. Tillsammans med byggmästare Ari Laamanen inköpte han 2003 Söderskärs fyr i Sibbo för privat bruk.